# Papilioninae
Papilioninae — подсемейство бабочек-парусников, представители которого распространены, в частности, в тропиках. В подсемействе насчитывается около 480 видов, распространённых повсеместно.

## Описание
Бабочки средних, крупных размеров и очень крупных (редко мелких) размеров, с богатейшим разнообразием окраски и рисунка крыльев. Размах крыльев 30—230 мм, у большинства видов около 70—90 мм. Самки обычно несколько крупнее самцов.
Грудь и брюшко в коротких волосках, часто с рисунком. Передние крылья треугольные, широкие, с заострённой вершиной, их наружный край ровный. Задние крылья — округлые или удлинённо-овальные, с вогнутым анальным краем, часто у самцов с длинным хвостиком. На переднем крыле жилка R3 берёт начало от центральной ячейки, М1 — от середины дискальной жилки. Сu-ствол соединён с анальной жилкой тонкой, косо идущей перемычкой.
Бабочки ведут исключительно дневной образ жизни, некоторые активны только в солнечную погоду. В умеренной зоне большинство видов даёт 1 поколение в год, реже — 2 поколения, известны виды с двухгодичной генерацией.